# Diane de Dommartin

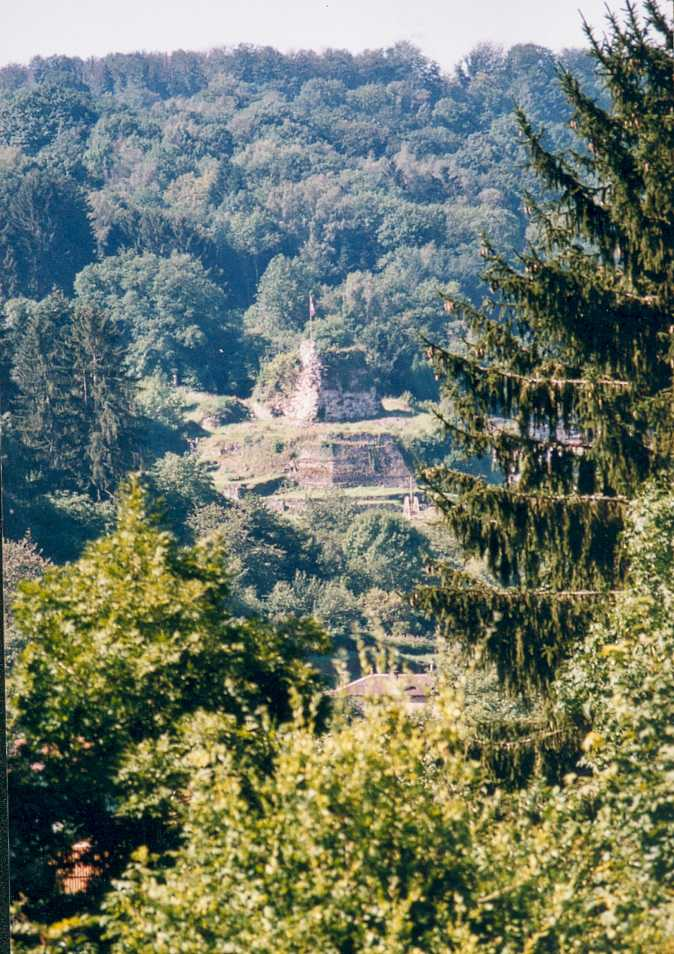
Ruines du château de Fontenoy où naquit Diane.

Diane de Dommartin anciennement Dompmartin, baronne de Fontenoy-le-Château, née le 20 septembre 1552 au château de Fontenoy, morte après le 14 octobre 1625, fut  une femme d'une grande culture, protectrice des arts, dont on loua la beauté, la bonté et la générosité.

## Biographie

### L'enfance

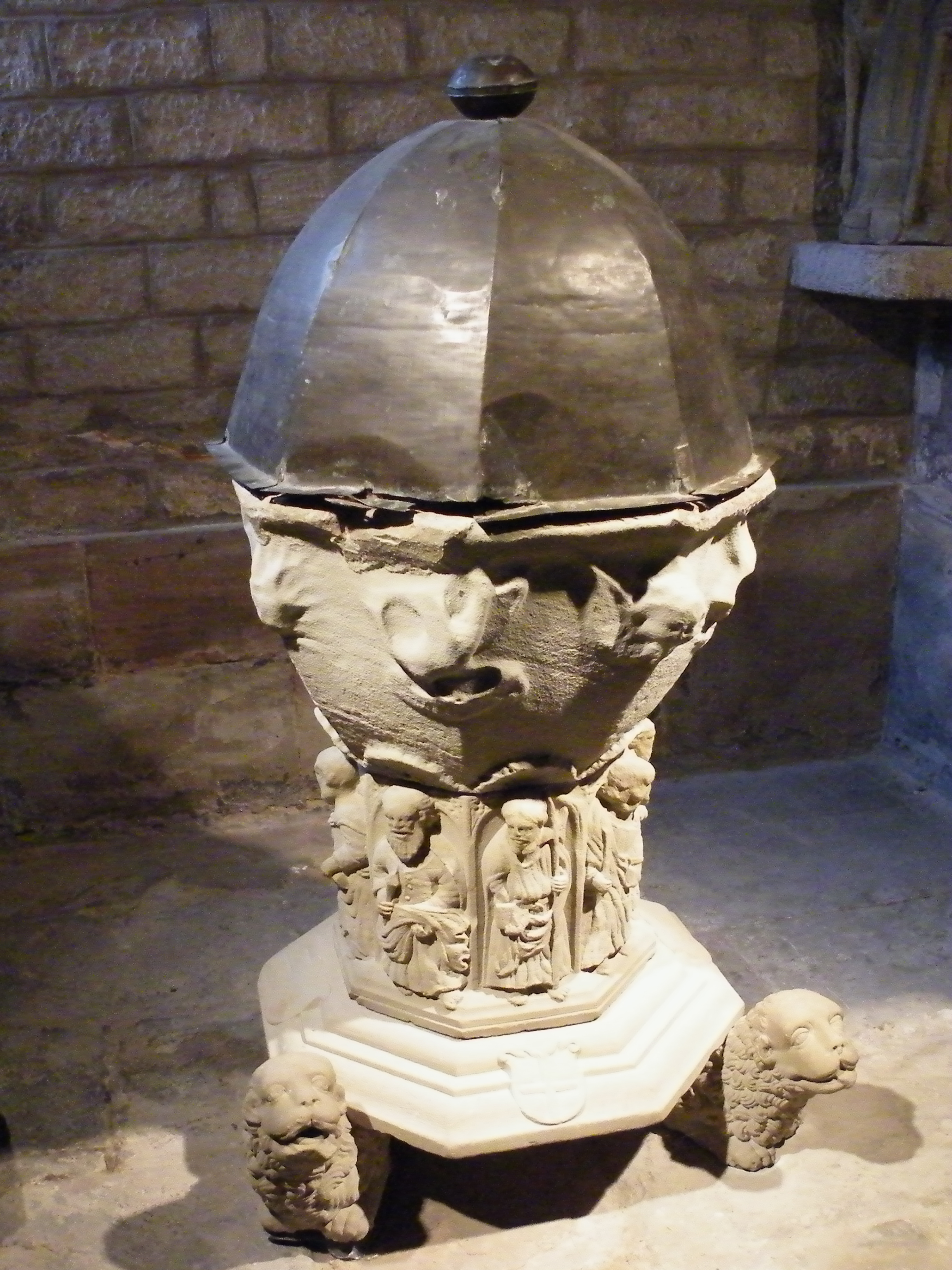
Fonts baptismaux de Diane, église Saint-Mansuy de Fontenoy-le-Château.

Son aïeul  paternel, Guillaume de Dommartin, appartenait à une ancienne famille de la chevalerie lorraine et descendait de Hugues Capet. Il avait été un combattant valeureux, allié des rois de France Louis XII et François Ier pendant les guerres d'Italie. Son père, Louis de Dommartin avait épousé Philippe de La Marck, (surnommée Philippine, ou même Philipotte), dame de Saulcy et de Jametz : elle était fille de Jean de La Marck et petite-fille de Robert II de La Marck, le quatrième des fameux « Sangliers des Ardennes ».
Diane naquit le 20 septembre 1552 au château de Fontenoy. Pour son baptême, son père offre de nouveaux fonts baptismaux à l'église. Ces fonts, toujours visibles portent les armes des Dommartin et la date de 1552. 
Elle n’avait pas deux ans lorsque son père disparut. Elle perdit ensuite sa mère le 15 janvier 1560. 
Un oncle, Nicolas de Dommartin, et un cousin, le rhingrave Jean-Philippe Ier de Salm devinrent ses tuteurs.
Diane passa-t-elle réellement toute son enfance à Fontenoy comme on le prétend ? En 1562, quand éclata la première Guerres de Religion, elle était déjà baronne de Fontenoy et de Fénétrange, dame d’Ogéviller, Neufviller, Thicourt, Saint Julien...
Son tuteur, le colonel rhingrave Jean-Philippe Ier de Salm, bien qu’Allemand, commandait une armée  de reîtres et de lansquenets  au service de  la régente Catherine de Médicis. Il était du parti des ducs de Guise, bien vus en cour à cette époque. Or, Diane  était promise à Jean-Philippe de Salm le jeune, neveu et  héritier du colonel. Le jeune homme recrutait alors en Westphalie des mercenaires pour le royaume de France. La paix semblant à peu près revenue, Catherine de Médicis entreprit, au printemps 1564, un long périple autour du pays afin de présenter Charles IX à son peuple. Le rhingrave et ses deux neveux, Jean-Philippe et Frédéric étaient invités à suivre la parade royale. Le mariage de Diane avec Jean-Philippe le Jeune fut décidé à ce moment-là, mais Nicolas de Dommartin ne fit appel à la générosité des bourgeois de Fontenoy, pour le mariage de la petite baronne, qu’en 1566.

### Première union

Armes des Dommartin.

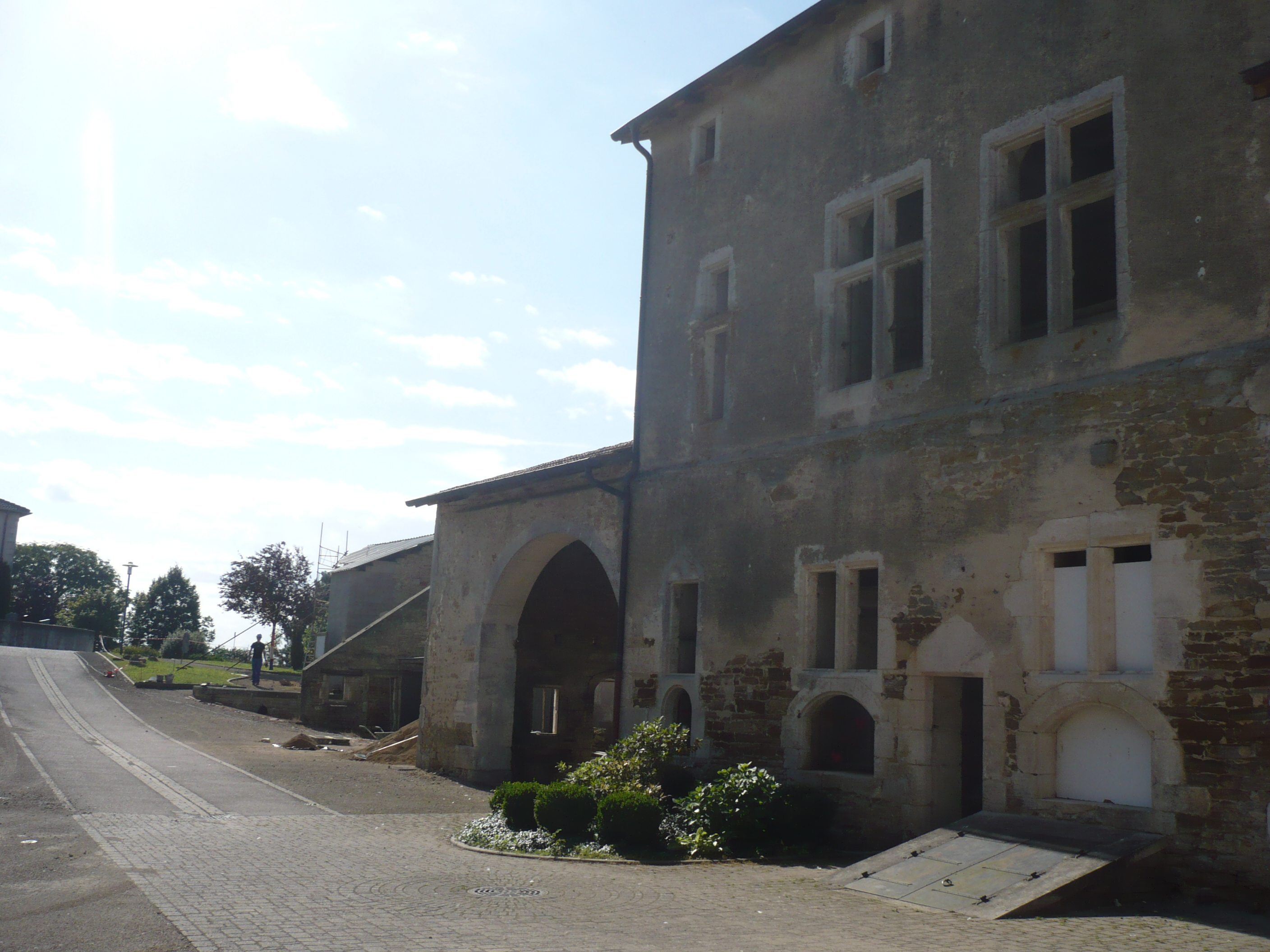
Logis Renaissance du château de Dommartin-sur-Vraine bâti par Diane.

Sur les terres de Diane, les panonceaux aux armes de Lorraine furent remplacés par l’aigle impériale des Habsbourg. Néanmoins, cela n’empêcha pas la ville de prêter de l’argent au duc Charles III de Lorraine pour lutter contre les protestants. 
Après le décès du colonel son père au mois d’octobre de la même année, le mari de Diane signa un engagement avec Charles IX. En septembre 1567 débutait la deuxième guerre de religion. En août 1568 commençait la troisième. Jean-Philippe installa sa femme à Neufviller. Il combattit alors sur plusieurs fronts : en Normandie, en Charente à Jarnac…
Le 3 octobre 1569, à la bataille de Moncontour, il se trouva subitement face à Gaspard II de Coligny qu’il blessa au visage d’un coup de pistolet. Avant de tourner bride, malgré sa blessure et ses cinquante ans passés, l’amiral réussit à désarçonner le jeune rhingrave qui eut l’épaule et le bras fracassés. En dépit des soins d’Ambroise Paré, il ne survécut pas à ses blessures.
Diane était sur le point de mettre au monde une petite rhingravine nommée Claudine.

### Seconde union
À peine quelques mois s’étaient-ils écoulés qu’on décida de remarier la jeune veuve avec Charles Philippe de Croÿ marquis d’Havré, cousin germain du duc Charles III de Lorraine, et demi-frère du très populaire  duc Philippe de Croÿ d’Arschot, chef du parti catholique aux Pays-Bas. On ne pouvait, semble-t-il, trouver meilleur parti pour elle. Dès 1570, elle entrait donc dans la grande confrérie des familles régnantes d’Europe de France, Espagne, Écosse, Angleterre et de quelques principautés d’Allemagne et duchés d’Italie.
En 1571, monsieur d’Havré dut regagner son pays : l’agitation régnait de nouveau aux Pays-Bas. De ce fait, Diane ne put être officiellement reçue à Bruxelles par le duc d’Arschot, par son mari et toute la noblesse flamande que le 10 mars 1572. On vanta bientôt sa beauté et son élégance comme on loua plus tard, sur ses terres lorraines, sa bonté et sa générosité. Ce qui suscita bien sûr jalousie, médisances et calomnies. On ne peut nier, il est vrai, que madame d’Havré sut plaire à don Juan d'Autriche, nouveau gouverneur des Pays-Bas, puis au bel Henri de Guise.
En 1577, lorsque la reine de Navarre Marguerite de Valois vint à Spa  prendre les eaux, don Juan, qui était célibataire, voulut la recevoir avec toute la pompe due à son rang. Il confia à la belle marquise d’Havré la charge d’accompagner la reine de Mons à Namur puis de faire les honneurs de sa maison. 
Des mésaventures la ramenèrent en Lorraine où elle s’occupa de ses terres pendant que son mari partageait son temps entre sa fonction de conseiller d’État, son rôle d’ambassadeur auprès de la reine Élisabeth Ire d'Angleterre et les champs de bataille.

## Descendance
- Jean-Philippe II de Salm et Diane de Dommartin eurent la rhingravine Claudine.
- Charles-Philippe et Diane de Croÿ d’Havré eurent sept enfants dont quatre survécurent : Dorothée(1575-1662), Charles-Alexandre (1581-1624), Ernest (1590-1631), Chrétienne - ou Christine - (1591-1664), Jean-Guillaume  (1582- mort à la naissance), Louise et Charlotte ( ?- mortes jeunes).
- María Eugenia Palafox y Kirck Patrick de Guzman plus connue sous le nom de Eugénie de Montijo est une descendante de Diane de Dommartin, neuf générations[6] séparent Diane et Eugénie.

## Les armes de Diane
Les armes de Diane de Dommartin sont un hexalpha or sur fond de gueules formé par les deux lettres grecques delta  Δ, les deux D de ses initiales.